# Tecuci
Tecuci è un municipio della Romania di 42 706 abitanti ubicato nel distretto di Galați, nella regione storica della Moldavia.
Nel 1476 nei dintorni di Tecuci ebbe luogo una grande battaglia tra le truppe Ottomane e quelle del Principe di Moldavia Ștefan cel Mare.
Fino al 1938 la città era il capoluogo del distretto di Tecuci, successivamente suddiviso tra il distretto di Galaţi e quello di Bacău.
L'economia di Tecuci è oggi essenzialmente basata dell'industria alimentare, in particolare nel settore dell'inscatolamento di carne, frutta e verdura. È inoltre un importante nodo ferroviario, collegato con Bacău, Galați e Bârlad.
Vi è nata, nel 1887, Elena Caragiani-Stoienescu la prima donna rumena ad ottenere un brevetto di volo nel 1914.